# Ostrówek (gmina Szudziałowo)
Ostrówek – wieś w Polsce położona w województwie podlaskim, w powiecie sokólskim, w gminie Szudziałowo.

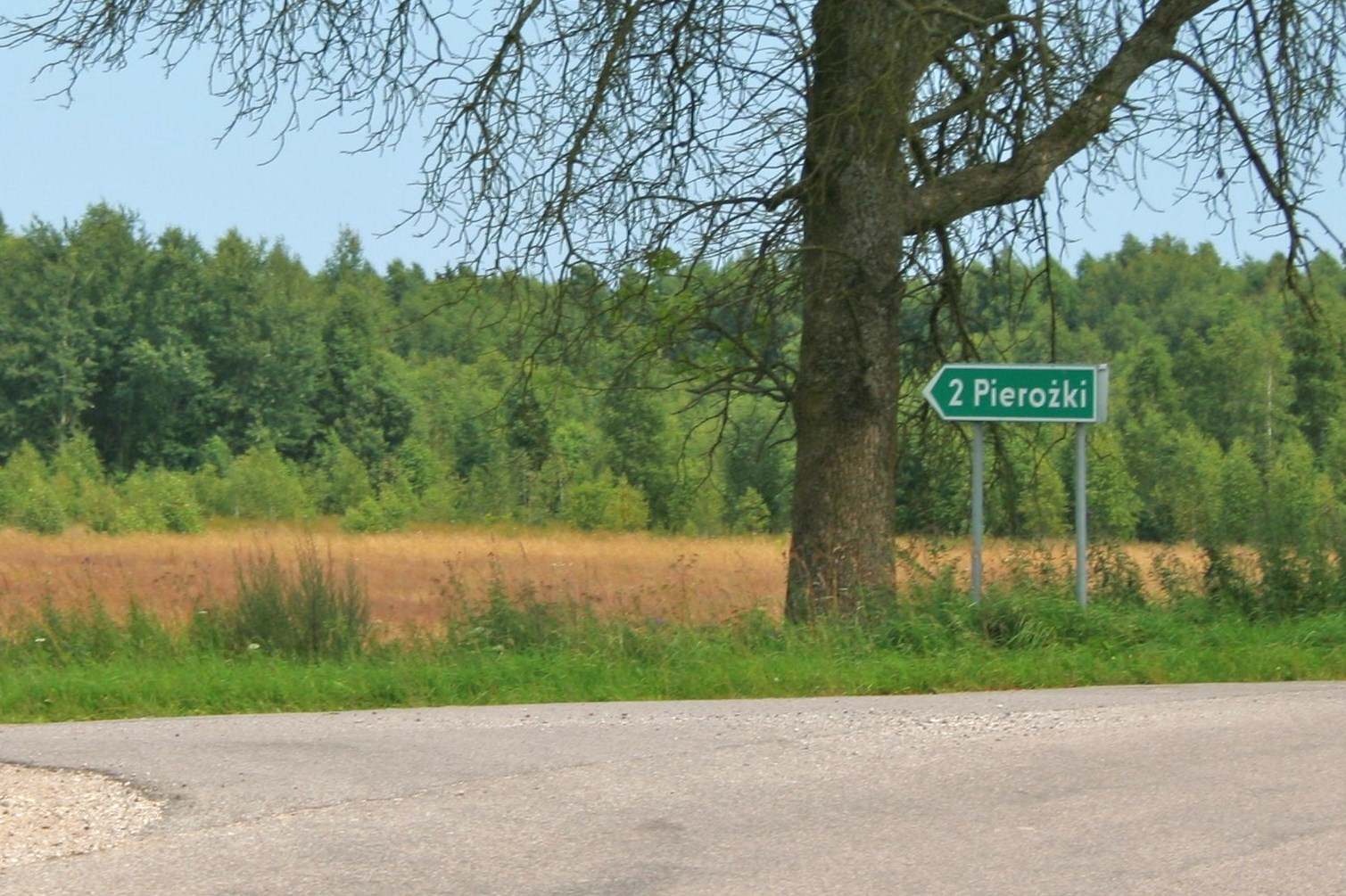
Zjazd do Pierożek

W latach 1975–1998 miejscowość należała administracyjnie do województwa białostockiego.
Przez miejscowość przebiega droga wojewódzka nr 674.
Prawosławni mieszkańcy należą do parafii w Ostrowiu Północnym, a katoliccy mieszkańcy do parafii w Szudziałowie.